# Oberammergauer Passionsspiele

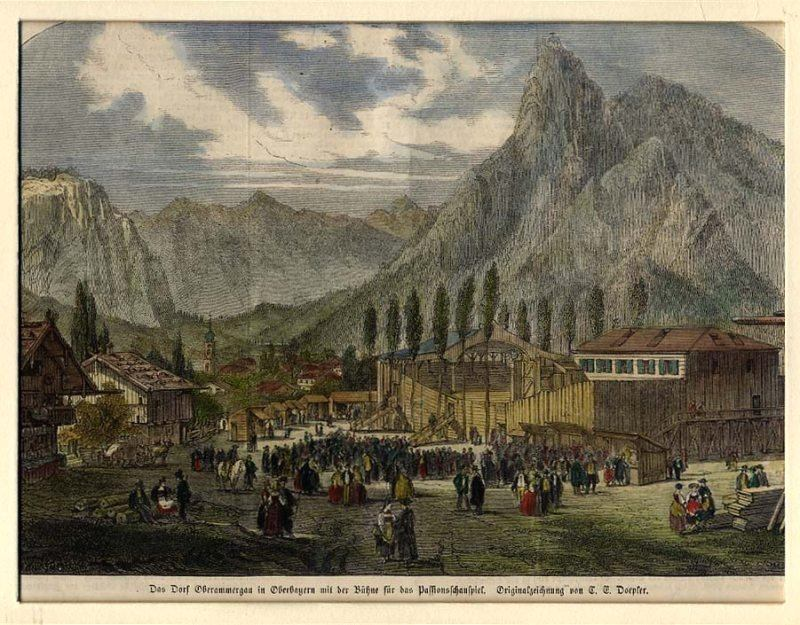
Oberammergau Bühne 1860 von Carl Emil Doepler

Die Oberammergauer Passionsspiele sind die weltweit bekanntesten Passionsspiele. In einer mehrere Stunden dauernden Aufführung stellen die Dorfbewohner Oberammergaus die letzten fünf Tage im Leben Jesu nach. Erstmals wurde das Passionsspiel 1634 als Einlösung eines Gelübdes nach der überstandenen Pest aufgeführt. Seit 1680 gilt ein zehnjährlicher Rhythmus, in der Regel im letzten Jahr eines Jahrzehnts. Im 20. Jahrhundert gab es zwei Extra-Spielzeiten: 1934 und 1984 zur 300. und 350. Wiederkehr der ersten Aufführung. Im 21. Jahrhundert musste die für 2020 vorgesehene Aufführung wegen der Coronavirus-Pandemie auf 2022 verschoben werden.

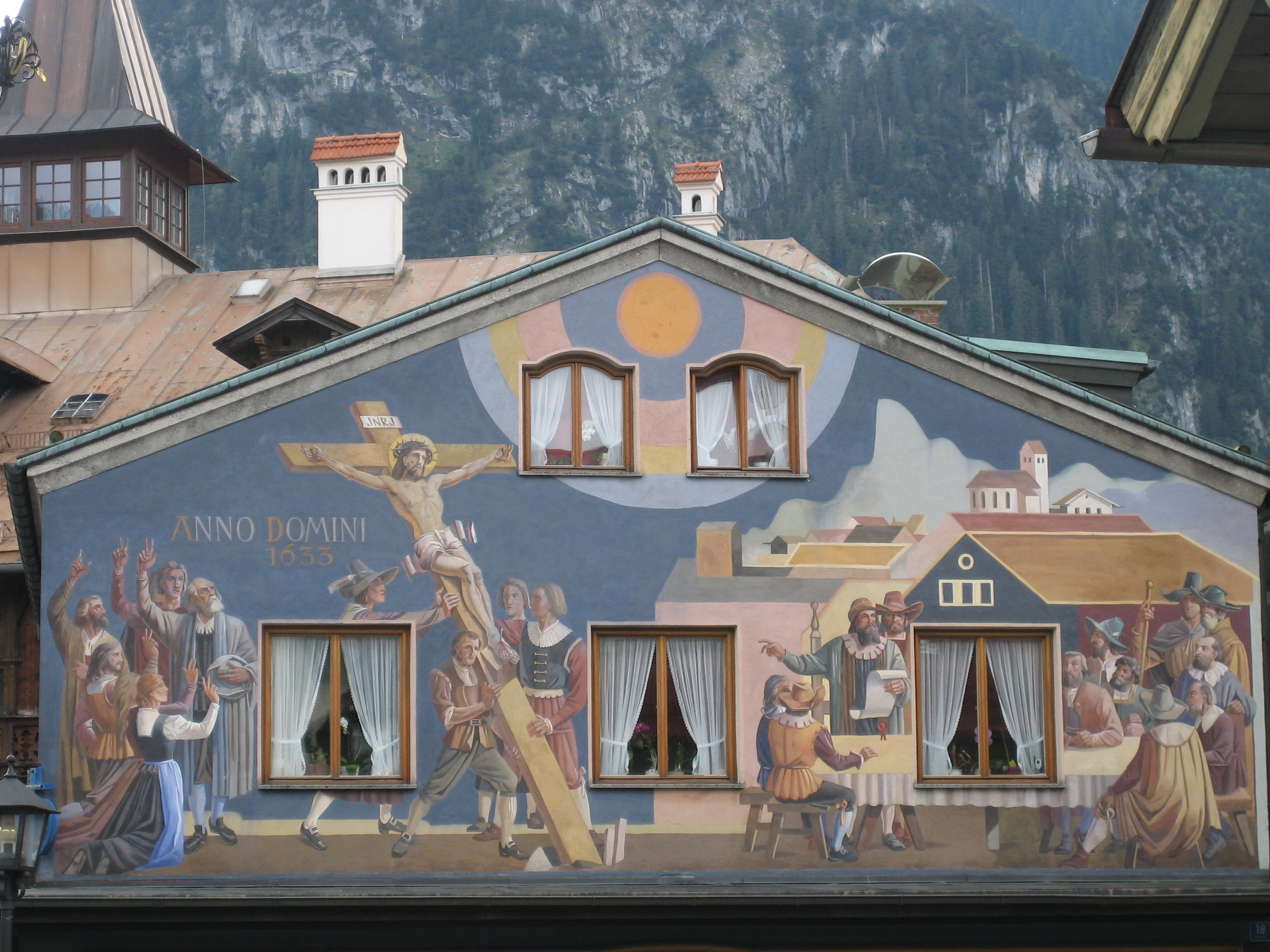
Darstellung der Passion Christi an einem Haus in Oberammergau

Die Oberammergauer Passionsspiele wurden im Dezember 2014 in das Bundesweite Verzeichnis des immateriellen Kulturerbes im Sinne des Übereinkommens zur Erhaltung des Immateriellen Kulturerbes der UNESCO aufgenommen.

## Aufführungsgeschichte
Dank strenger Wachen an den Ortsgrenzen blieb Oberammergau von der Pest verschont, bis im Jahr 1633 der Tagelöhner Kasper Schisler aus Eschenlohe zur Kirchweih im Oktober zu Frau und Kindern an den Wachen vorbei heimkehrte. Schisler verstarb am folgenden Montag an der Pest, anschließend fielen 84 Einwohner von Oberammergau der Seuche zum Opfer. Daraufhin gelobten die Oberammergauer feierlich, regelmäßig ein Passionsspiel aufzuführen, wenn sie von der Pest befreit würden. Nach der Überlieferung wurde ab dem Gelöbnis kein Pesttoter mehr verzeichnet. 1634, 1644, 1654 und 1664 wurde das Passionsspiel auf der Grundlage von Texten aus der zweiten Hälfte des 15. Jahrhunderts aufgeführt. 1674 kam es zur Erweiterung des Passionsspiels um Teile eines Weilheimer Passionsspiels von Johann Älbl (1615). Der Ettaler Benediktiner Ferdinand Rosner (1709–1778) schließlich schrieb die „Passio nova“ in Reimen im Stil des Barocktheaters. Oberammergau entwickelte sich damit zum Leitbild für andere Passionsspielorte. Die Bühne war ursprünglich ein einfaches Holzgerüst, im Laufe des 17. und 18. Jahrhunderts wurde sie mit Kulissen und Bühnentechnik ausgestattet.

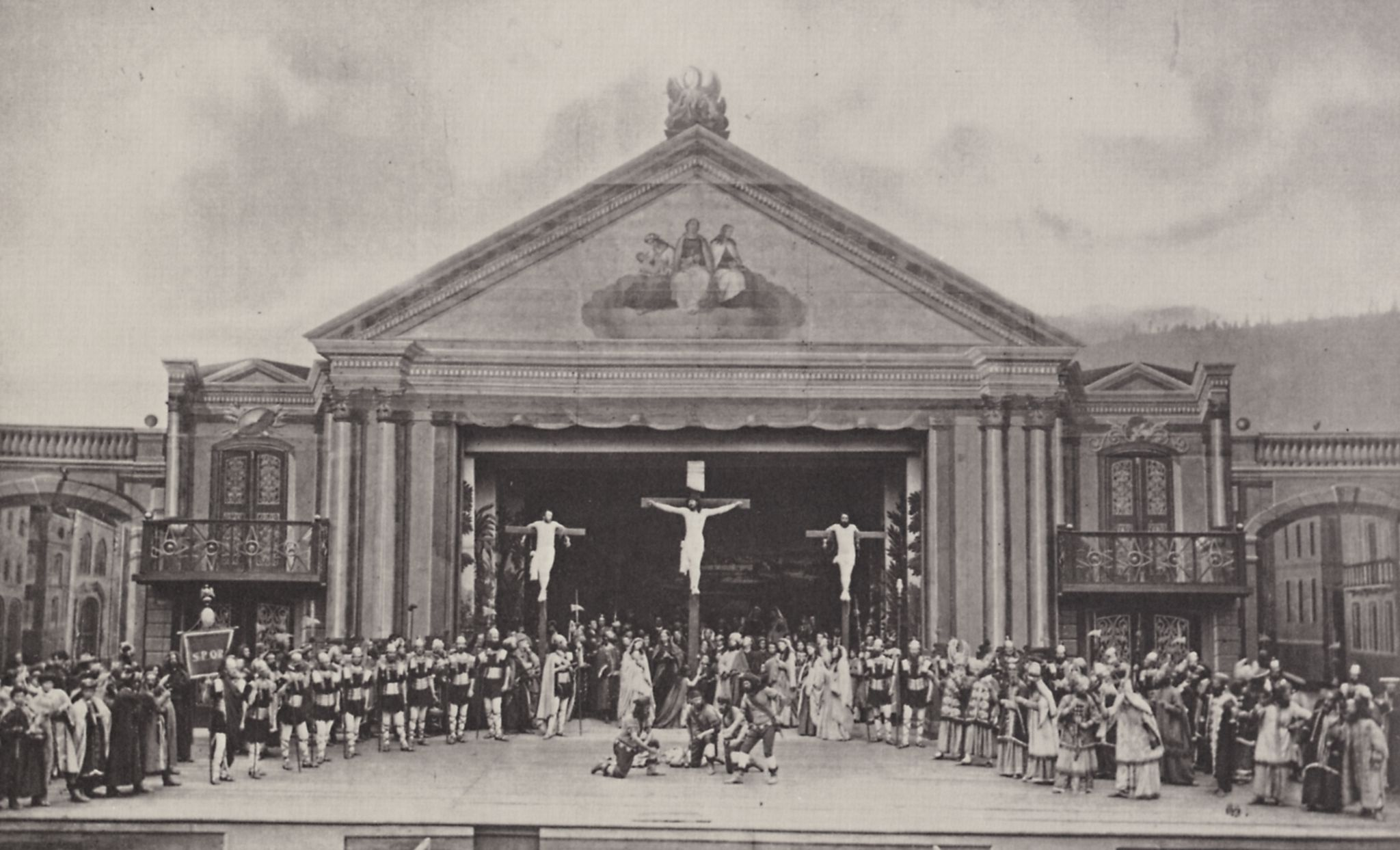
Passionsspiele 1900: Kreuzigungsszene

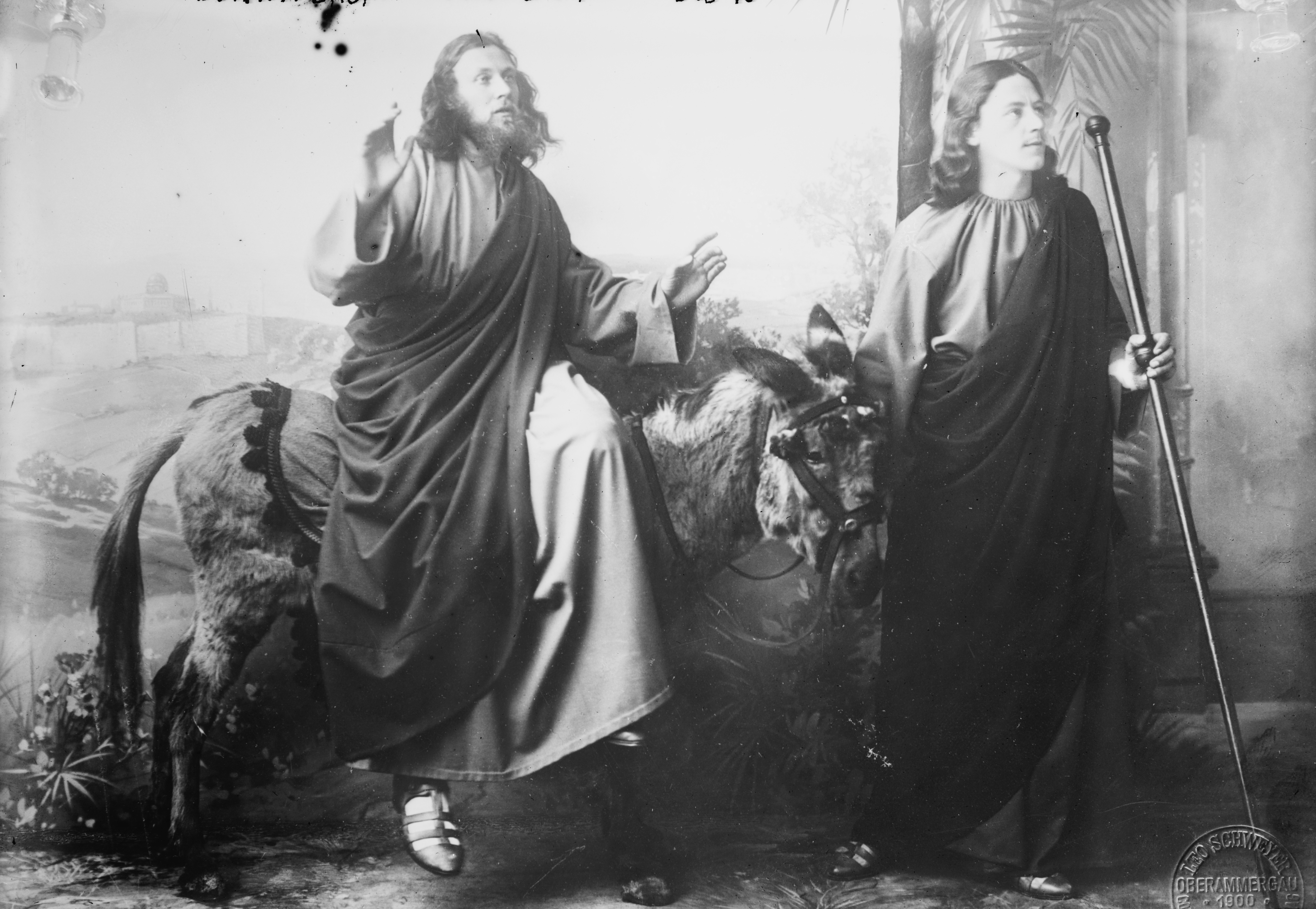
Christus und Johannes, gestelltes Szenenfoto (1900)

Die Festbühne um 1906

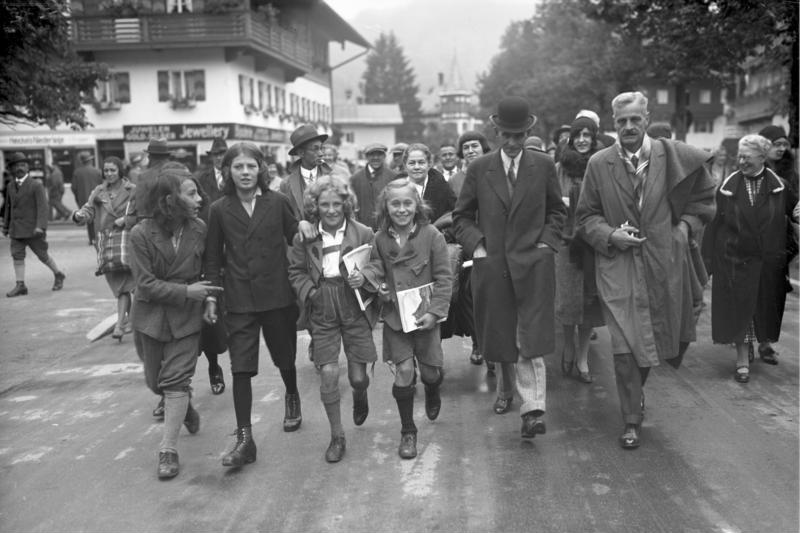
Der amerikanische Automobilproduzent Henry Ford (2. v. r.) bei den Passionsspielen, 1930

1770 verbot der Geistliche Rat von Kurfürst Maximilian III. Joseph die Passionsspiele mit der Begründung, dass Text und Aufführungspraxis nicht der Würde des Themas entsprachen. Daraufhin überarbeitete der Ettaler Benediktiner Magnus Kipfelberger den Rosnerschen Text. Erst für das Jahr 1780, also nach dem Tod Maximilians 1777, gibt es gesicherte Aufzeichnungen, dass die Passionsspiele (mit geändertem Text) wieder stattfanden. 1801 wurden die Spiele durch Maximilian von Montgelas erneut verboten; 1810 fanden sie nicht statt. Der Benediktinerpater Othmar Weis aus dem säkularisierten Kloster Ettal verfasste 1811 einen neuen Text für das Passionsspiel mit dem Titel Das große Opfer auf Golgotha oder Geschichte des Leidens und Sterbens Jesu. Damit wurde die Aufführung 1811 wieder erlaubt. 1815 nahm Johann Nikolais Unhoch (1762–1832) eine grundlegende Neugestaltung vor. Joseph Alois Daisenberger (1799–1883), der seit 1845 Pfarrer in Oberammergau war, wurde erster richtiger Spielleiter der Passionsspiele. Er überarbeitete und ergänzte den Text von Pater Othmar Weis für das Passionsspiel von 1850. Der Ort wurde langsam auch international durch seine Passionsspiele bekannt. 1890 gab es nach Plänen Carl Lautenschlägers eine neue Bühne. Im 32. Spieljahr, das wegen der Folgen des Ersten Weltkriegs um zwei Jahre auf 1922 verschoben wurde, besuchten 420.000 Zuschauer die Neuinszenierung Georg Johann Langs (1889–1968) im Sinne des modernen Regietheaters. Ein Neubau der Freiluftbühne durch Georg Johann Lang und seinen Bruder, den Architekten Raimund Lang, erfolgte für das Passionsjahr 1930.
Die Passionsspiele von 1934 wurden von Adolf Hitler befürwortet, nach dem Zweiten Weltkrieg wurden die Passionsspiele von mehreren Intellektuellen – wie Arthur Miller, Leonard Bernstein und Lionel Trilling – in einer Petition wegen der stereotypen und negativen Darstellung von Juden als antisemitisch verurteilt. Die Petition löste Empörung unter deutschen Schriftstellern wie Günter Grass und Heinrich Böll aus. In den späten 1960er Jahren forderte die katholische Kirche eine Erneuerung der Passionsspiele, um es mit Nostra Aetate – der Erklärung des Zweiten Vatikanischen Konzils, in der festgehalten ist, dass die Juden nicht für den Tod Jesu verantwortlich sind – in Einklang zu bringen. Als die Passionsspiele 1970 (mit dem Juristen und ab 1984 für die CSU als Landrat des Landkreises Garmisch-Partenkirchen tätigen Helmut Fischer als Christus-Darsteller) nicht adaptiert wurden, entzog der Vatikan diesen seine Zustimmung, die sogenannte Missio canonica. Oberammergau lud als Reaktion daraufhin in den 1970er Jahren jüdische Organisationen ein, am Dialog um Änderungen des Textbuchs teilzunehmen.
Vor dem 38. Spieljahr 1980 kam es 1977 zu heftigen Auseinandersetzungen in der Gemeinde Oberammergau, welcher Text verwendet werden sollte, der von Rosner oder der von Weis/Daisenberger. Letzterer wurde unter anderem von der jüdischen Organisation B’nai B’rith aufgrund der Judas-Darstellung als antisemitisch kritisiert. Die Frage, welche Vorlage genommen werden sollte, entschied ein Bürgerentscheid zugunsten des Weis/Daisenberger-Textes.
Bis Ende der 1980er Jahre wurden Juden in den Passionsspielen mit Teufelshörnern dargestellt.

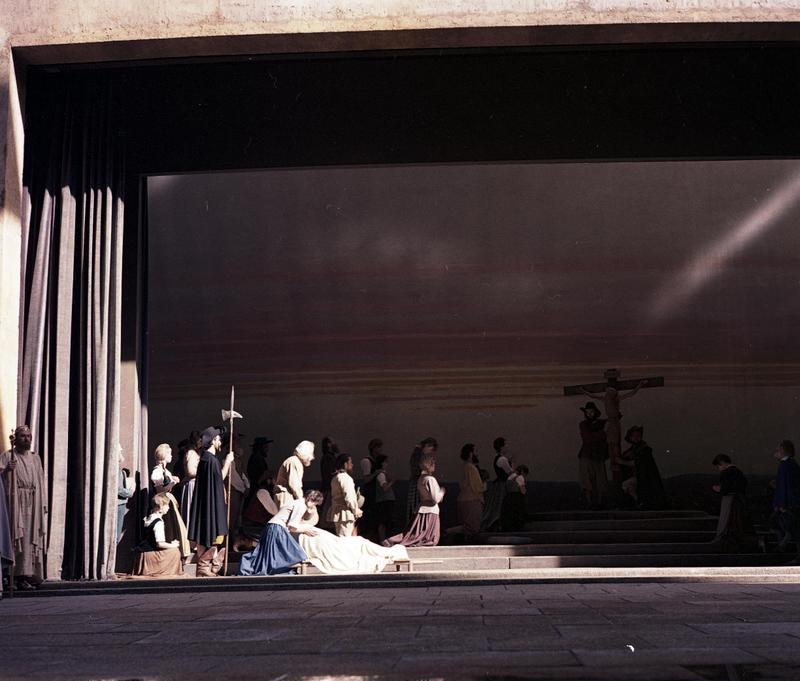
Das Gelübde von 1633, Szene bei den Passionsspielen 1960

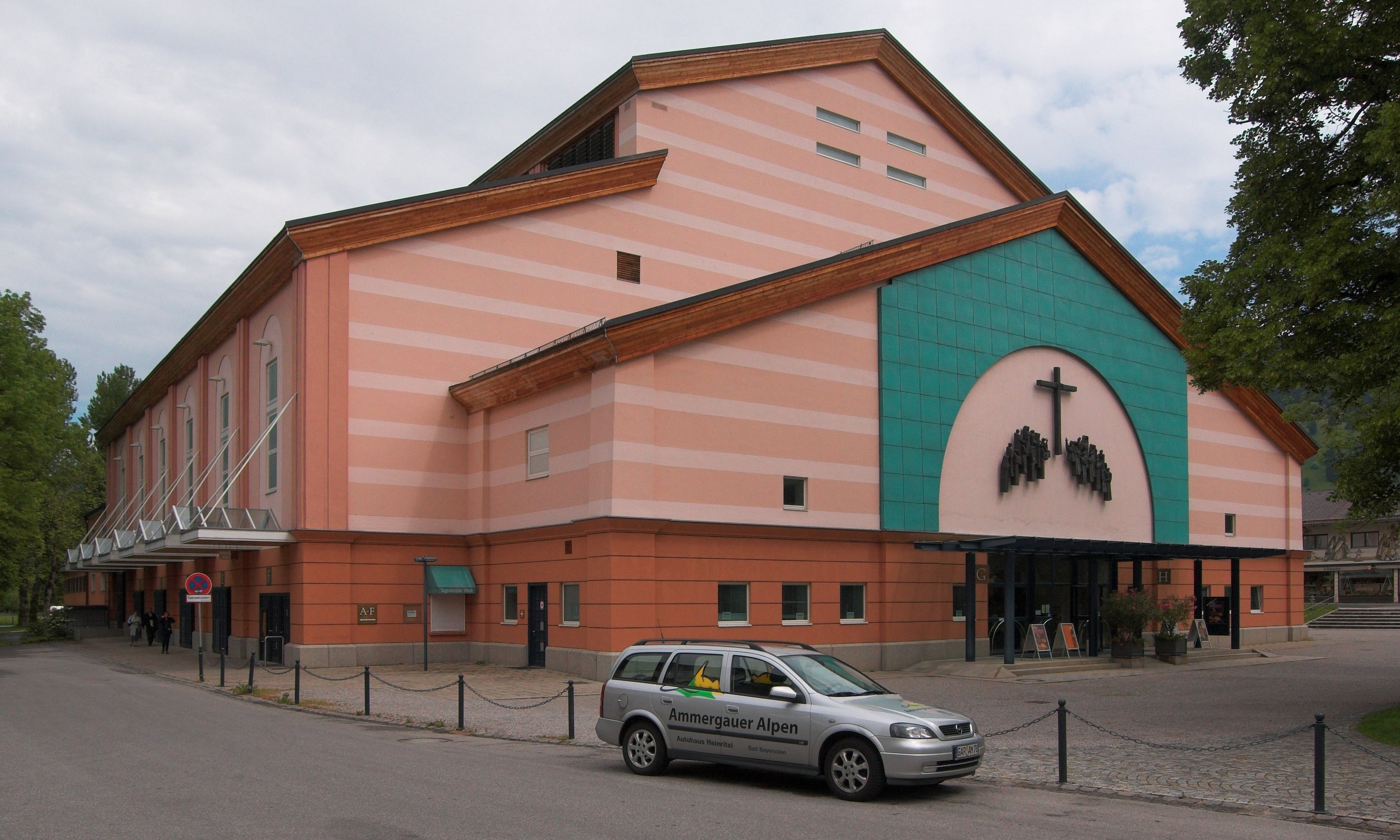
Das Passionsspielhaus, 2007

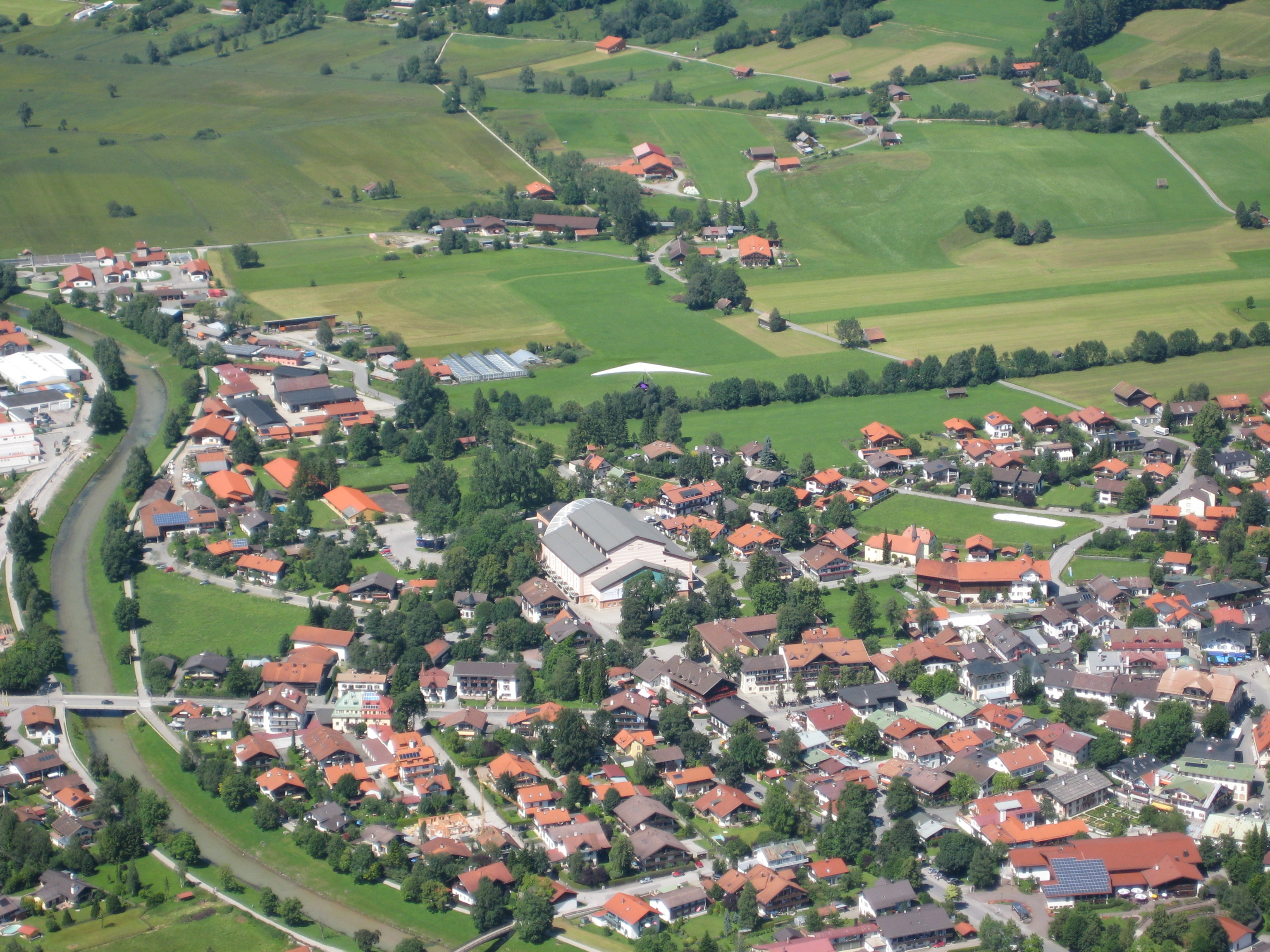
Blick vom Kofel auf das Passionsspielhaus, 2009

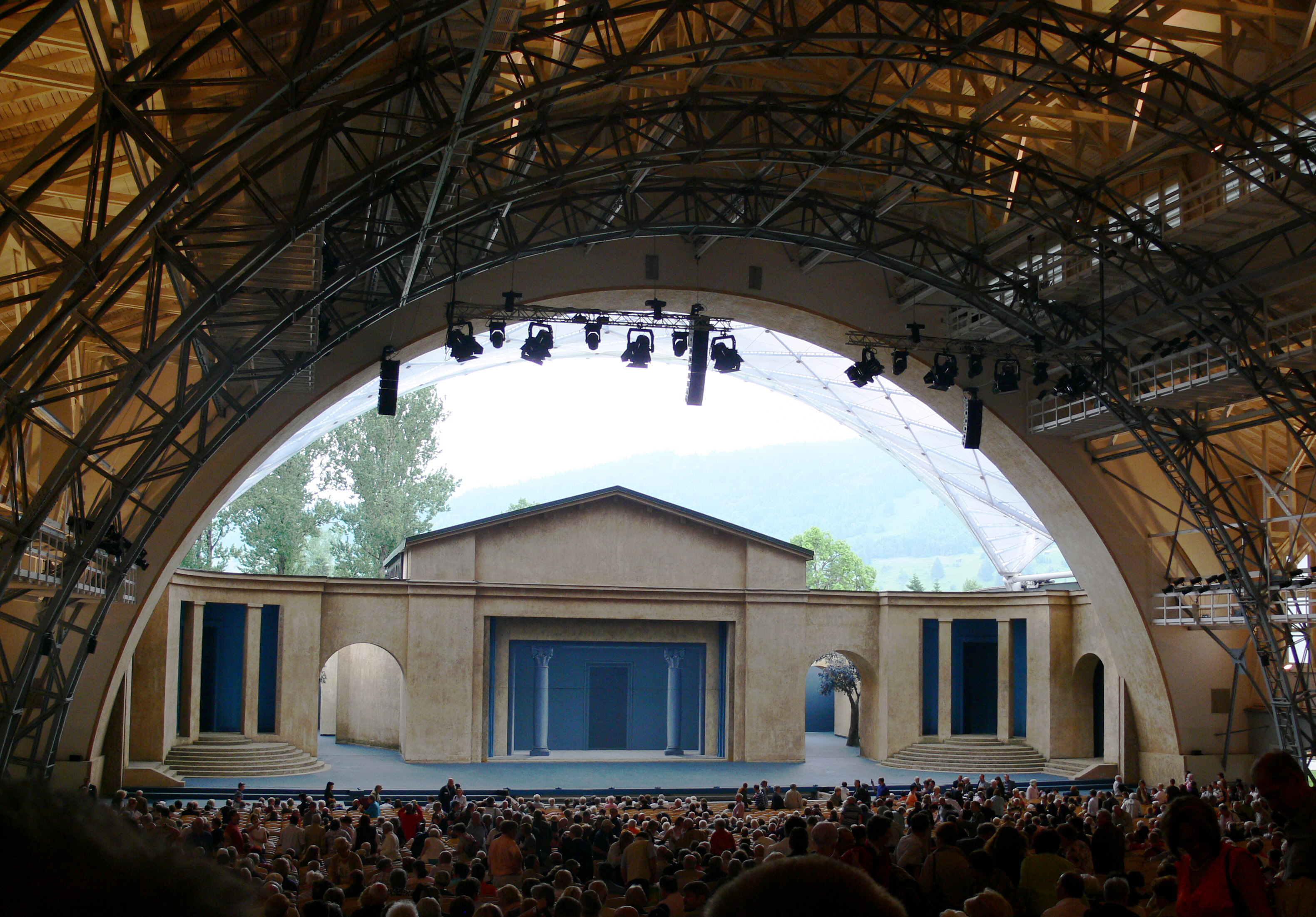
Bühne des Passionsspielhauses, 2010

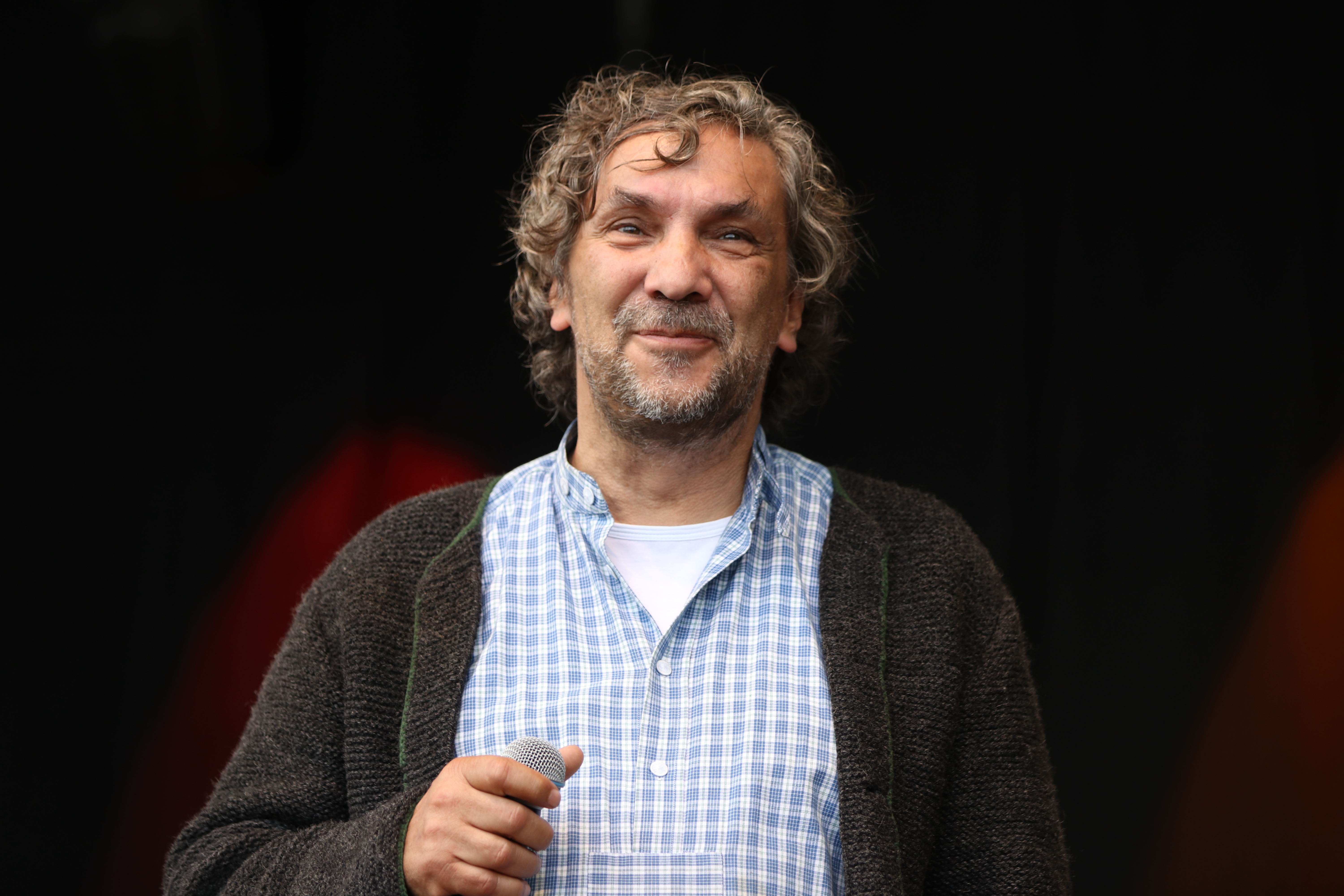
Christian Stückl, 2018

Am 22. Februar 1990 gab eine Gerichtsentscheidung den Oberammergauer Frauen die volle Gleichberechtigung bei der Mitwirkung an den Passionsspielen. Der Bayerische Verwaltungsgerichtshof kam zur Auffassung, dass bei den Spielen 1990 verheirateten und vor dem 1. Mai 1955 geborenen Frauen das Wahlrecht zum Passionsspielkomitee und das Mitwirkungsrecht am Spiel nicht wegen ihres Familienstandes oder ihres Alters verweigert werden dürfe.

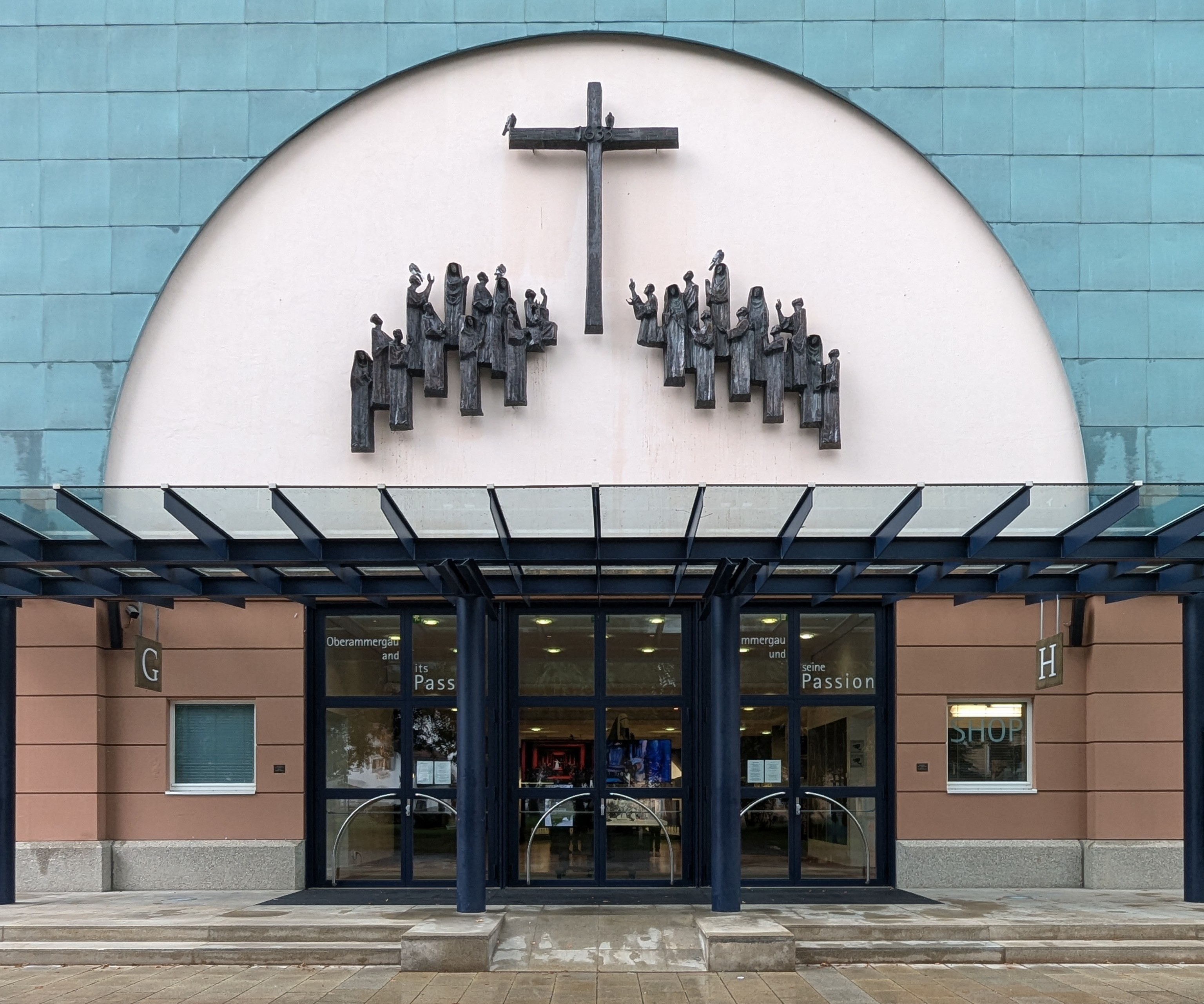
Bronzerelief „Das Gelübde 1633“, Hermann Schlicher (Jr.)

Ab dem Jahr 1997 wurde das Passionstheater renoviert und am 26. September 1999 wieder eingeweiht. Seither hat es 4720 Sitzplätze. Über dem Eingang des Passionstheaters befindet sich das Bronzerelief „Das Gelübde 1633“ des Hermann Schlicher (Junior).
1986 wählte das Komitee den Holzbildhauer und derzeitigen Intendanten des Münchner Volkstheaters Christian Stückl (* 1961) zum jüngsten Spielleiter in der Geschichte der Passionsspiele. Unter seiner Leitung kam es im Jahr 2000 erstmals seit 1930 wieder zu einer umfassenden Neuinszenierung. Stückl inszenierte auch die Passionsspiele 2010 gemeinsam mit dem Bühnenbildner Stefan Hageneier und dem musikalischen Leiter Markus Zwink, obwohl es innerhalb der Bevölkerung Oberammergaus deshalb zu großen Spannungen gekommen war. Deren Ursache war Stückls Plan, das Spiel der besseren Wirkung wegen teilweise in der Nacht zu spielen. Am 16. Juni 2007 hatten sich die Oberammergauer in einem Bürgerentscheid für Stückls Konzept ausgesprochen.
Die Passionsspiele von Oberammergau sind ein weltweit beachtetes Ereignis mit Millionen-Einnahmen für den Ort. 2000 sahen 520.000 Zuschauer in 110 Aufführungen die Passion, zehn Prozent mehr als 1990. Die Oberammergauer Passionsspiele 2010 fanden an 109 Spieltagen vom 15. Mai bis zum 3. Oktober 2010 statt.
Im Juni 2015 wurde Abdullah Karaca vom Oberammergauer Gemeinderat als zweiter Spielleiter neben Stückl bestätigt.
Die Passionsspiele 2020, die von Mai bis Oktober 2020 laufen sollten, mussten aufgrund der COVID-19-Pandemie im März 2020 abgesagt werden und wurden aus logistischen Gründen auf das Jahr 2022 verschoben. Die über 100 Aufführungen fanden zwischen dem 14. Mai und dem 2. Oktober 2022 statt. Für 2030 sind die nächsten Passionsspiele geplant.

## Aufbau
Das Passionsspiel war 2010 in elf Akte, Vorstellung genannt, unterteilt. Davon bildeten die Vorstellungen 1 bis 5 den ersten Teil, der um 14.30 Uhr begann. Nach einer dreistündigen Pause folgten von 20.00 Uhr an die Vorstellungen 6 bis 11. Das Ende der Aufführung war gegen 23.00 Uhr. Dabei wechselten gesprochene Einleitungen, dramatisches Spiel und als aus dem 18. Jahrhundert beibehaltene Besonderheit Tableaux vivants (lebende Bilder) einander ab. Die lebenden Bilder werden zu betrachtend-deutenden, vom Orchester begleiteten Chorstücken präsentiert und stellen in der Regel am Anfang eines Aktes einen typologischen Bezug zum Alten Testament her. Als Andachtsbilder bieten sie Raum zum Innehalten und zur Reflexion. Einige von ihnen wurden jedoch im Laufe der Aufführungsgeschichte, insbesondere nach 1980, ausgetauscht. Nicht mehr verwendet werden die Szenen der Verstoßung Waschtis aus dem Buch Esther, die Suche der Braut nach ihrem Bräutigam (aus dem Hohenlied) und der Verkauf Josephs durch seine Brüder nach Ägypten. Beim Abendmahl wurde das lebende Bild des Mannawunders durch das des Pessachmahles ersetzt.
Mit der Neuinszenierung 2010 wurde das Ganze des Evangeliums, insbesondere die Botschaft Jesu und sein Menschenbild, noch mehr verdeutlicht. Hierfür wurde der Text der Passionsspiele von den Spielleitern Christian Stückl und Otto Huber in Zusammenarbeit mit dem theologischen Berater der Passionsspiele, Ludwig Mödl, völlig überarbeitet und ergänzt.
Im Vordergrund stand nunmehr der Aufruf Jesu zur radikalen Umkehr und seine Hinwendung zu jedem einzelnen Menschen ohne Abstriche. Die Botschaft der Nächstenliebe sollte in den Vordergrund gestellt werden. Hinführend zur Passion selbst wurden im ersten und zweiten Akt prägnante Zitate aus den Evangelien, insbesondere aus der Bergpredigt, sowie kurze Szenen, z. B. Jesus und die Ehebrecherin, eingefügt, um seine Botschaft zu charakterisieren. Es wurde gezeigt, dass Jesus fest in der jüdischen Tradition verwurzelt war, indem er die Schriftgelehrten mit dem „Schma Israel!“ anredet und belehrt. Außerdem wurden die Verantwortung des Pilatus, dessen brutaler Charakter und die Auseinandersetzungen innerhalb des Hohen Rates hervorgehoben, der mit seinen verschiedenen Fraktionen nicht mehr wie ein monolithischer Block von Gegnern Jesu erscheint.
Besonders betont wird die Tragik der Person des Judas bis hin zu seiner verzweifelten Selbsttötung. Ihm gegenüber wurde die Person des Petrus und dessen Entwicklung (Zweifel bei der Nachfolge, Verleugnung, Aufbruch zur Verkündigung) gezeigt.

### Aufbau 2010
- Vorspiel

Lebendes Bild: Der Verlust des Paradieses
- I. Vorstellung: Einzug in Jerusalem
- II. Vorstellung: Jesus in Bethanien

Lebendes Bild: Moses führt die Israeliten durch das Rote Meer
- III. Vorstellung: Vertreibung der Tempelhändler – Pilatus und Kaiphas – Judas und der Hohe Rat

Lebendes Bild: Die zehn Gebote und der Tanz um das Goldene Kalb
- IV. Vorstellung: Jesu Mahl mit den Jüngern

Lebendes Bild: Das Pessachmahl vor dem Auszug aus Ägypten
- V. Vorstellung: Jesus am Ölberg – Die Gefangennahme

Lebendes Bild: Der Verrat am Felsen Gabaon
Lebendes Bild: Die Berufung Moses’ am Dornbusch
(Ende des ersten Teils – Pause)
- VI. Vorstellung: Verhöre vor Annas und dem Hohen Rat

Lebendes Bild: Der Prophet Daniel in der Löwengrube
Lebendes Bild: Die Verspottung Hiobs
- VII. Vorstellung: Jesus wird verspottet – Petrus verleugnet Jesus – Judas’ Verzweiflung

Lebendes Bild: Die Verzweiflung Kains
- VIII. Vorstellung: Jesus vor Pilatus und Herodes

Lebendes Bild: Moses wird vom Pharao verstoßen
- IX. Vorstellung: Jesu Verurteilung durch Pilatus

Lebendes Bild: Joseph wird als Retter Ägyptens gefeiert
- X. Vorstellung: Der Kreuzweg – Die Kreuzigung

Lebendes Bild: Isaaks Opferung auf dem Berg Moria
Lebendes Bild: Die Rettung durch den Aufblick zur Ehernen Schlange
- XI. Vorstellung: Die Begegnung mit dem Auferstandenen

### Aufbau 2022
Für die Fassung von 2022 strich Stückl die Rolle des Prolog-Sprechers, der zusammen mit dem Chor auftrat und auf bevorstehende Szenen überleitete.
Teil I
Vorspiel: Das Oberammergauer Passionsgelübde
Lebendes Bild: Die Vertreibung aus dem Paradies
- I. Vorstellung: Jesu Einzug in Jerusalem

Lebendes Bild: Die Erniedrigung der Israeliten
- II. Vorstellung: Jesus in Bethanien

Lebendes Bild: Das Goldene Kalb
- III. Vorstellung: Die Tempelreinigung

Lebendes Bild: Israels Durchzug durch das Rote Meer
- IV. Vorstellung: Die Priester und Schriftgelehrten

Lebendes Bild: Moses Berufung
- V. Vorstellung: Das Abendmahl und die Gefangennahme Jesu

(Ende Teil I: ca. dreistündige Pause)
Teil II
Lebendes Bild: Der Prophet Daniel in der Löwengrube
- VI. Vorstellung: Jesus vor dem Hohen Rat

Lebendes Bild: Verspottung des Hiob
- VII. Vorstellung: Die Verleugnung des Petrus

Lebendes Bild: Kain und Abel
- VIII. Vorstellung: Das Ende des Judas

Lebendes Bild: Mose vor dem Pharao
- IX. Vorstellung: Jesus vor Pilatus und Herodes

Lebendes Bild: Josef deutet Pharaos Traum
- X. Jesu Verurteilung

Lebendes Bild: Das Opfer Abrahams
- XI. Vorstellung: Der Kreuzweg

Lebendes Bild: Mose richtet die eherne Schlange auf
- XII. Jesu Kreuzigung und Tod

## Schauspieler
Die über 2.000 Mitwirkenden am Passionsspiel rekrutieren sich aus den Bewohnern der Gemeinde. Jede Hauptrolle wird doppelt vergeben. Die Darstellerbekanntgabe erfolgt im Herbst des Vor-Vor-Jahres der Aufführung. Die Darsteller für 2022 standen wegen der Verschiebung schon seit 20. Oktober 2018 fest. Bevor die Schauspieler ihre Namen an einer Tafel sehen, wird in einem Gottesdienst das traditionelle Gelübde erneuert. In einem Festzug geht es von der katholischen Kirche zur evangelischen Kirche und anschließend ins Festspielhaus.

## Haar- und Barterlass
Um eine authentische Haartracht der Schauspieler zu haben und keine Perücken verwenden zu müssen, gibt es ein Jahr vor der nächsten Aufführung am Aschermittwoch den Haar- und Barterlass, in dem der Bürgermeister die Mitwirkenden auffordert, Bärte und Haare wachsen zu lassen. Betroffen sind Männer und Frauen mit Kurzhaarfrisur, ausgenommen sind nur die Darsteller der Römer. Angehörige der Bundeswehr und Polizei, wo gewisse Vorschriften für die Haartracht gelten, benötigen dann eine Ausnahmegenehmigung der Dienststelle. Für 2021 gab es wegen der FFP2-Masken-Tragepflicht weniger strenge Vorgaben fürs Rasieren.

## Musik
Der musikalische Anteil am Passionsspiel umfasst mehr als 4000 Takte und nimmt nahezu ein Drittel der Gesamtspielzeit ein. Die gespielte Musik geht zurück auf den Oberammergauer Lehrer und Komponisten Rochus Dedler (1779–1822) und erklang erstmals bei den Aufführungen 1810. In ihr nahm er Anregungen aus der damals zeitgenössischen Opern- und Schauspielmusik auf. 1820 sang er selbst die anspruchsvolle Bass-Partie und sprach die Texte des Prologs. Noch 1850 bestand der Chor aus nur 14 Personen. Im weiteren Verlauf des 19. und in der ersten Hälfte des 20. Jahrhunderts gab es immer wieder kleinere und größere Veränderungen an der musikalischen Gestaltung. Zur Passion 1950 folgte eine grundlegende Überarbeitung durch den Komponisten und Dirigenten Eugen Papst. Seine Fassung wurde bis 1990 unverändert gespielt.
Für die Neuinszenierungen von 2000 und 2010 schuf der musikalische Leiter Markus Zwink (* 1956) Chöre, Ensembles und Arien für neu eingefügte und ausgetauschte Lebende Bilder sowie atmosphärische Begleitmusik zu einzelnen Szenen der eigentlichen Handlung. Ebenso komponierte er „im Zuge einer stärkeren Betonung des Jüdischen im Jesu Leben“ für die Szene der Vertreibung der Händler aus dem Tempel eine Vertonung des Schma Jisrael, das vom ganzen Volk gesungen wird. Mit Ausnahme dieses Stückes, für das er auf traditionelle jüdische Melodieformen zurückgreift, orientiert sich Zwink an der Musiksprache der Frühromantik.
2010 wirkten bei den Aufführungen jeweils 12 Solisten, 64 Chorsänger (von insgesamt 110) und 57 Orchestermusiker (von insgesamt ca. 110) mit.

## Literatur

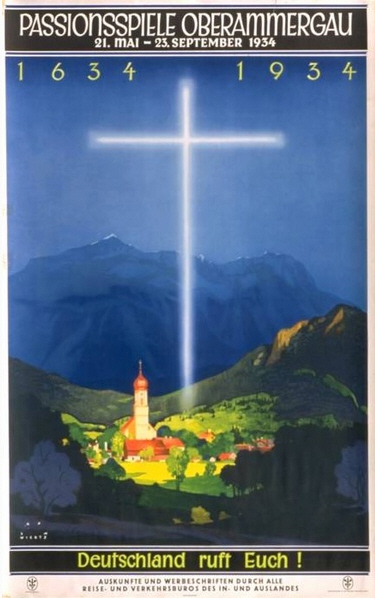
Plakat für die Saison 1934 Jupp Wiertz

### Textbücher/Programme
- 1850:
  - Das grosse Versöhnungsopfer auf Golgotha; oder, Die Leidens- und Todesgeschichte Jesu: nach den vier Evangelisten mit bildlichen Vorstellungen aus dem alten Bunde zur Betrachtung und Erbauung… 6. Auflage. Weiß, München 1850 (Digitalisat).
- 1860:
  - Ludwig Clarus (Pseudonym für Wilhelm Gustav Werner Volk): Das Passionspiel zu Ober-Ammergau. 2. Auflage. J. J. Lentner, München 1860 (Digitalisat).
- 1870:
  - Sebastian Brunner: Das Passionsspiel zu Oberammergau in den Jahnren 1860 und 1870: die Reise von München aus, historische Einleitung, vollständiger Text der Chöre, Erklärung der Vorbilder, Beschreibung der Scenen. 3. Auflage. W. Braumüller, Wien 1870 (Digitalisat).
  - Hyacinth Holland: Das Ammergauer Passionsspiel im Jahre 1870. Russell, Münster 1870 (Digitalisat).
- 1880:
  - Leopold Höhl: Führer zum Ammergauer Passionsspiel im Jahre 1880. Würzburg 1880 (Digitalisat). Nachdruck: Hartmann, Sondheim v. d. Rhön 1980, ISBN 3-926523-07-7.
- 1890:
  - William Thomas Stead (Hrsg.): The passion play as it is played to-day: at Ober Ammergau in 1890. Heinrich Korpf, München/Oberammergau 1890 (Text parallel auf Deutsch und Englisch sowie Musikbeispiele).
- 1900:
  - Joseph Alois Daisenberger: Offizieller Gesamt-Text des Oberammergauer Passionsspiels. Zum ersten Male nach dem Manuscripte des H. H. Geistl. Rates J. A. Daisenberger im Druck veröffentlicht. 3. Auflage. Korff, Oberammergau 1900 (archive.org).
  - Complete official text of the Oberammergau passion-play. Translated by Frances Manette Jackson. Georg Lang sel. Erben, Oberammergau 1900 (englisch).
- 1922:
  - Ferdinand Feldigl: Oberammergau und sein Passionsspiel 1922 : Offiziell v. d. Gemeinde Oberammergau anerkannter Führer. 4. Aufl. L. Rutz, Oberammergau 1922.
  - The Passion Play in Oberammergau. A Religions Play in three parts and with 24 Tableaux. With use of the Old Text Written by J. A. Daisenberger at the Time Ecclesiastical Councillor in Oberammergau. Official Total Text For The Year 1922 Revised and Reedited By The Community of Oberammergau. (englisch, Digitalisat).
- 1930:
  - Franz Bogenrieder: Oberammergau und sein Passionsspiel 1930: offizieller Führer der Gemeinde. Knorr & Hirth, München 1929.
- 1950:
  - Oberammergau und sein Passionsspiel 1950 Amtl. Führer hrsg. v. d. Gemeinde Oberammergau. Mitarb.: Franz Xaver Bogenrieder u. a. Süddeutscher Verlag, München 1950.
- 1990:
  - Das Passionsspiel der Gemeinde Oberammergau: 1990 Spielleitung Christian Stückl. Photogr. von Thomas Klinger. – 3. Aufl. – Gemeindeverwaltung, Oberammergau 1990.
- 2000:
  - Oberammergauer Passionsspiel 2000 unter Verwendung älterer Oberammergauer Spieltexte 1811/15/20 verfasst von Othmar Weis … für die Spiele 2000 bearb. u. erw. durch Otto Huber. Gemeindeverwaltung, Oberammergau 2000 (Wendebuch: deutsch/englisch). ISBN 3-00-006015-4.
- 2010:
  - Oberammergauer Passionsspiel 2010 unter Verwendung der Oberammergauer Spieltexte von Othmar Weis O.S.B. (1769–1843) und Geistlichen Rat Joseph Alois Daisenberger (1799–1883). Für die Spiele 2010 bearbeitet und erweitert durch Christian Stückl und Otto Huber. Gemeinde Oberammergau, Oberammergau 2010 (Wendebuch: deutsch/englisch). ISBN 978-3-930000-11-1.
  - Passionsspiele 2010 Oberammergau, Bildband, Texte: Christian Stückl und Otto Huber, Fotografie: Brigitte Maria Mayer; Prestel Verlag, München 2010, ISBN 978-3-7913-5024-0.

### Sachliteratur
- Maurice Blondel: La Psychologie dramatique de la Passion à Oberammergau. Bloud, Paris 1910 (französisch).
- Stephan Schaller: Das Passionsspiel von Oberammergau, 1634 bis 1950. Buch-Kunstverlag, Ettal 1950.
- August Hartmann: Das Oberammergauer Passionsspiel in seiner ältesten Gestalt. M. Sändig, Wiesbaden 1968, ISBN 3-253-02005-3. (Neudruck der Ausgabe: Breitkopf u. Härtel, Leipzig 1880.)
- Dagmar Landvogt: Die lebenden Bilder im Oberammergauer Passionsspiel 1972 (Köln, Univ., Phil.Fak., Diss.).
- Das Passionsspiel – Oberammergau. Bildband. Hrsg.: Gemeinde Oberammergau. Engl. Übers.: Concordia Bickel. Franz. Übers.: Henri Perrin. Gemeindeverwaltung, Oberammergau 1970.
- Saul S. Friedman: The Oberammergau Passion Play: A Lance Against Civilization. Southern Illinois University Press, Carbondale 1984 (englisch).
- Helmut W. Klinner, Michael Henker (Hrsg.), Ilona von Mariassy (Mitarb.): Die Erlösung spielen. Führer durch die Dauerausstellung im Passionsspielhaus. Eine Dokumentation des Oberammergauer Passionsspieles. Gemeindeverwaltung, Oberammergau 1993, ISBN 3-930000-03-2.
- Gerd Holzheimer (Hrsg.): Leiden schafft Passionen. Oberammergau und sein Spiel. A1 Verlag, München 2000, ISBN 3-927743-49-6.
- James Shapiro: Bist Du der König der Juden?: Die Passionsspiele in Oberammergau. Aus dem Amerikan. von Ursel Schäfer und Reinhard Tiffert. Deutsche Verlags-Anstalt, Stuttgart/München 2000, ISBN 3-421-05369-3. (Originaltitel: Oberammergau.) (hierzu: Rezension in Perlentaucher).
- Ludwig Utschneider: Bibliographie zur Geschichte Oberammergaus und der Passionsspiele (= Der Ammergau, Schriftenreihe des Historischen Vereins Oberammergau; Band 3). Historischer Verein Oberammergau 1999 e. V., Oberammergau 2003, ISBN 3-9807212-2-1 (Volltext als PDF (Memento vom 10. Juni 2007 im Internet Archive)).
- Jan Mohr, Julia Stenzel (eds.): Politics of the Oberammergau Passion Play. Tradition as Trademark. Routledge, Abingdon-on-Thames 2023 (englisch). ISBN 978-0-367-61740-0.
- Regine Petersen[31]: Passion Play.[32] 2023 (englisch). ISBN 978-9-492-05181-3

### Romanbearbeitungen
- Paul Burg: Oberammergau 1630–1930 – Roman vom ewiglebenden Glaubenswunder eines Dorfes. Koch, Leipzig 1930.
- Erich Follath: Wer erschoss Jesus Christus? Droemer Knaur, München 2000. ISBN 3-89667-122-7.
- Adolf Ott: Vitus Schisler, der erste Christus von Ober-Ammergau. Hochgebirgs-Roman aus dem Anfang des Passionsspieles. Nemnich, Leipzig 1910.
- Luis Trenker: Das Wunder von Oberammergau. Roman. Rütten & Loening, Hamburg 1960. (Freizeit-Bibliothek).
- Leo Weismantel: Gnade über Oberammergau – die Pestnot 1633. Caritasverlag, Freiburg i. Br. 1934.

### Erinnerungen
- Anton Lang: Aus meinem Leben. Neue, ergänzte Auflage. Verlag Knorr & Hirth, München 1938.

### Bibliographien
- L. Utschneider: Bibliographie zur Geschichte Oberammergaus und der Passionsspiele, Oberammergau 2003 (Online)